# Пельмин-Бор
Пельмин-Бор — исчезнувший посёлок в Гайнском районе Пермского края. Входил в состав Усть-Черновского сельсовета.

## Географическое положение
Располагался на левом берегу реки Весляны, в 71 км к северо-западу от районного центра пос. Гайны и в 20 км к юго-западу от посёлка Серебрянка.

## История
Спецпосёлок Пельмин-Бор был основан в 1929 году на участке земли, выделенном под строительство из Гослесфонда Веслянского лесничества. По данным на 15 января 1932 года в посёлке имелось 283 хозяйства раскулаченных спецпереселенцев.